# Gălețeanu, Argeș
Gălețeanu este un sat în comuna Poiana Lacului din județul Argeș, Muntenia, România.